# Donald Piper
Donald Piper, né le 5 mars 1911 à Peoria, dans l'Illinois, mort le 25 mars 1963 à Temple City, en Californie, est un ancien joueur américain de basket-ball. Il évolue au poste d'arrière.

## Palmarès
- Champion olympique 1936